# Guibeville
Guibeville ist eine französische Gemeinde mit 929 Einwohnern (Stand: 1. Januar 2022) im Département Essonne der Region Île-de-France. Sie gehört zum Arrondissement Palaiseau und zum Kanton Arpajon. Die Einwohner heißen Guibevillois.

## Geographie
Guibeville liegt etwa 32 Kilometer südlich von Paris am in der Landschaft Hurepoix.
Umgeben wird Guibeville von den Nachbargemeinden La Norville im Norden, Marolles-en-Hurepoix im Osten, Cheptainville im Süden sowie Avrainville im Westen und Südwesten.

## Geschichte
Guibeville wird erstmals in einer Urkunde aus dem 12. Jahrhundert genannt.

## Bevölkerungsentwicklung
| Jahr                      | 1962 | 1968 | 1975 | 1982 | 1990 | 1999 | 2006 | 2012 |
| Einwohner                 | 81   | 76   | 104  | 121  | 217  | 654  | 741  | 709  |
| Quelle: Cassini und INSEE |      |      |      |      |      |      |      |      |